# Puffinus persicus
La pardela persa (Puffinus persicus) es una especie de ave procelariforme de la familia Procellariidae propia del noroeste del océano Índico. Anteriormente era considerada una subespecie de la pardela de Audubon (Puffinus lherminieri), pero en la actualidad es tratada como especie separada.

## Subespecie
Se reconocen dos subespecies:
- P. p. persicus (Hume, 1872) – se reproduce en las islas Khuriya Muriya, (Omán) y Socotra;
- P. p. tentador (Louette & Herremans, 1985) –  se reproduce en las Comoras.

## Distribución
Después de la reproducción, la distribución de la subespecie del norte se extiende desde el sur del mar Rojo, el golfo de Adén y la costa somalí a través del sur de la península arábiga hasta el golfo de Omán, Pakistán y la India occidental. La subespecie del sur permanece en el área alrededor de las Comoras y las costas de Tanzania y norte de Mozambique.